# Гошерель, Леон
Лео́н Гошере́ль (фр. Léon Gaucherel; 1816 года, Париж — 1886 года, там же) — французский гравёр и живописец.

## Биография
Родился в 1816 г.; учился у знаменитого археолога и архитектора Виоле-ле-Дюка, путешествовал вместе с ним в Южную Италию и Сицилию и, работая для его сочинений, сделался отличным рисовальщиком декоративных и церковных скульптурных произведений; после того выучился гравированию и стал мастерски воспроизводить резцом и аквафортною иглою пластические и архитектурные памятники.

## Творчество
- Его многочисленные гравюры появлялись, начиная с 1844 года, в журналах «Annales archéologiques», фр. Gazette des beaux-arts и «Art».
- Им иллюстрированы:
  - великолепно изданное французской имперской типографией «Подражание Христу» Фомы Кемпийского;
  - монография о шартрском соборе.
- В последние годы выставлял в годичных парижских салонах свои гравюры с картин Ж. Дюпре, Диаза, Зима, Мейссонье и др., а также акварели, замечательные по верной передаче природы и тщательному исполнению:
  - виды Венеции,
  - «Вечер в Арроманше»,
  - «Город Сент» и др.
- Гораздо реже писал масляными красками:
  - «Суда в Арроманше»,
  - «Адурский берег при закате солнца»,
  - «Римский собор св. Петра»,
  - «Вид Торчелло, близ Венеции» и др.

В числе его известных учеников был Адольф Лалоз (1838—1906), гравёр, офортист, художник-иллюстратор.